# 保寿院
保寿院（ほうじゅいん、慶長2年（1597年） - 慶安2年11月24日（1649年12月27日））は、熊本藩初代藩主細川忠利の正室。

## 生涯
小笠原秀政の次女。母は登久姫（松平信康の娘）。名は千代姫。
慶長13年（1608年）、第2代将軍徳川秀忠（大叔父に当たる）の養女として、小倉藩主細川忠興の世子となっていた忠利と縁組し、慶長14年（1609年）4月24日、豊前国中津城に輿入れした。元和5年（1619年）、長男細川光尚を産んだ。
慶安2年（1649年）、江戸で死去した。享年53。熊本県熊本市の妙解寺に葬られた。